# Chorismus antarcticus
Chorismus antarcticus är en kräftdjursart som först beskrevs av Pfeffer 1887.  Chorismus antarcticus ingår i släktet Chorismus och familjen Hippolytidae. Inga underarter finns listade i Catalogue of Life.